# Andrea Händler
Andrea Händler (née le 14 mai 1964 à Vienne) est une actrice et humoriste autrichienne.

## Biographie
Andrea Händler grandit en Styrie, suit une formation de comédienne auprès de Herwig Seeböck, Reinhard Tötschinger et Giora Seeliger. À partir de 1984, elle travaille dans diverses productions théâtrales et est humoriste. En tant que membre du groupe Schlabarett, elle joue dans les programmes Am Tag davor, Atompilz von links et dans Muttertag – Die härtere Komödie.
En 1995, elle entame une carrière solo avec Diskret – eine Peepshow. Suivent Heiss gemacht (1997), Auszeit (1998), Notstand (2000), Paradies (2002), Einsendeschluss (2004), Das Schweigen der Händler (2008) et Naturtrüb (2011).
Avec Dolores Schmidinger, elle joue également Alltagsgeschichten depuis 2003, à la suite de la série documentaire éponyme d'Elizabeth T. Spira.

## Filmographie
Cinéma
- 1992 : Tage der Rosen, réalisateur : Doris Plank
- 1993 : Muttertag, réalisateur : Harald Sicheritz
- 1994 : Höhenangst, réalisateur : Houchang Allahyari
- 1995 : Freispiel, réalisateur : Harald Sicheritz
- 1995 : Copa Kagrana, réalisateur : Niki List
- 1997 : Qualtingers Wien, réalisateur : Harald Sicheritz
- 1998 : Hinterholz 8, réalisateur : Harald Sicheritz
- 2002 : Poppitz, réalisateur : Harald Sicheritz
- 2003 : MA 2412 – Die Staatsdiener, réalisateur : Harald Sicheritz
- 2008 : Darum, réalisateur : Harald Sicheritz

Télévision
- 1988 : Der Kronprinz, réalisateur : Thomas Roth (de)
- 1994 : Eine kleine Erfrischung, réalisateur : Thomas Roth
- 1995–1999 : Die kranken Schwestern (série), réalisateur : Werner Sobotka
- 1996 : Tatort: Mein ist die Rache (de), réalisateur : Houchang Allahyari
- 1996–1999 : Kaisermühlen Blues (de) (série), réalisateur : Harald Sicheritz, Reinhard Schwabenitzky
- 1997 : Der ideale Kandidat (série), réalisateur : Reinhard Schwabenitzky
- 1999 : Die Jahrhundertrevue, réalisateur : Harald Sicheritz
- 1999-2004 : Rex, chien flic : 5 épisodes
- 2001 : Zwölfeläuten, réalisateur : Harald Sicheritz
- 2001 : De Luca (série), réalisateur : Heidelinde Haschek
- 2002 : MA 2412 épisode Talkshow, réalisateur : Harald Sicheritz
- 2003 : Schlosshotel Orth épisode Verdächtigungen, réalisatrice : Christa Mühl
- 2005 : Les Chroniques de Polly, réalisateur : Peter Ily Huemer (de)
- 2006-2007 : Novotny & Maroudi (de) (série, 8 épisodes)
- 2007 : Diskret - Eine Peepshow
- 2008 : Polly Adler (série, 4 épisodes)
- 2008 : Und ewig schweigen die Männer
- 2008-2010 : Dorfers Donnerstalk (série, 2 épisodes)
- 2015 : Vorstadtweiber (série, 2 épisodes)
- 2017 : Vurschrift is Vurschrift (série, 4 épisodes)